# كانوبيو
كانوبيو هي بلدة وكومونا تقع في مقاطعة فربانو كوزيو أوسولا، بيمنتة، إيطاليا. يبلغ عدد سكانها حوالي 5117 نسمة.